# Susie Essman
Susan "Susie" Essman (Nova York,31 de Maio de  1955), é um dubladora estadunidense.

## Biografia
Filha de Zora Essman de Larchmont e do doutor já falecido Leonard Essman. Quando criança estudou no colégio State University of New York at Puchurase em Nova York. Se formou pela Universidade Estadual de Nova York College de compra em Nova York. Ela e seu marido Jim Harder, foram casados por Jon Fontana, um ministro americano ordenado da Igreja Fellowship, em Nova York em setembro de 2009. Em outubro de  2009 lançou o livro "O que Susie diz?". Susie é judia. Ela é proprietária de um Shih Tzu nomeado Sumo. Susie é vegetariana. No Brasil é muito conhecida por dublar a voz da gata Mittens no filme animado Bolt na Disney e Lei & Ordem na Universal Channel.

## Filmografia
| Ano       | Título                                      | Papel                             |
| --------- | ------------------------------------------- | --------------------------------- |
| 1988      | Crocodile Dundee II                         | Tour Guide                        |
| 1988      | Palco de Ilusões                            | Lilah's Hairdresser               |
| 1888/1989 | Baby Boom                                   | Charlotte Elkman                  |
| 1989      | Kate & Allie                                | Susie                             |
| 1991      | As Tartarugas Ninjas II - O segredo de Ooze | Soho Woman                        |
| 1992      | True Colors                                 | Jewel                             |
| 1993      | Women Aloud                                 | Panelist                          |
| 1994      | Hardcore TV                                 | Lady Sports                       |
| 1995      | Ned and Stacey                              | Tia Ceil                          |
| 1997      | What's Your Sign                            | Carla                             |
| 1997      | Volcano                                     | Anita                             |
| 1997/2004 | Lei & Ordem                                 | Senhora Shapiro/Verônica Reynolds |
| 1998      | Nova York Sitiada                           | Speaker                           |
| 2000      | Tenha Fé                                    | Ellen Friedman                    |
| 2000/2011 | Curb Your Enthusiasm                        | Susie Greene                      |
| 2002      | The King of Queens                          | Márcia                            |
| 2002      | Lei e Ordem: Crimes Premeditados            | Secretária                        |
| 2002      | The Secret Lives of Dentists                | Nurse                             |
| 2002/2003 | Crank Yankers                               | Helen Higgins                     |
| 2003      | Kim Possible                                | Sadie                             |
| 2005      | Untitled Susie Essman Project               |                                   |
| 2005      | O Cara                                      | Rita Carbone                      |
| 2008      | Bolt                                        | Mittens                           |
| 2009      | Loving Leah                                 | Malka                             |
| 2009      | Super Rhino                                 | Mittens                           |
| 2009      | American Dad!                               |                                   |
| 2009      | Make My Day                                 |                                   |
| 2010      | Tiros em Apuros                             | Laura                             |
| 2012      | Hora da Aventura                            | Barb                              |
| 2012      | Putzel                                      | Gilda                             |
| 2013      | Blue Bloods                                 | Judge Clarisse Karl               |

## Livros
- 2009-O que Susie diz?
- 1989-Caroline's Comedy Club

## Indicações
Foi indicada para o Prêmio Screen Actors Guild para melhor elenco numa série de comédia.